# Josef Kolmaš
Josef Kolmaš (Těmice, 1933. augusztus 6. – 2021. február 9.) cseh sinológus, tibetológus.

## Élete és munkássága
Josef Kolmaš 1957-ben végzett a prágai Károly Egyetemen, majd ezt követően kétéves posztgraduális képzésen vett részt Pekingben, ahol egyetlen külföldi hallgatóként a tibeti nyelvet és tibeti irodalmat tanult. Hazatértekor egy teljes tibeti buddhista kánonnal gyarapította a prágai egyetem könyvtárát. Évtizedeken át a Csehszlovák Tudományos Akadémia kutatója volt, majd 1994-től annak rendes tagja. A kínai–tibeti történelmi kapcsolatok nemzetközileg elismert szaktekintélye.